# Graafschap Baden

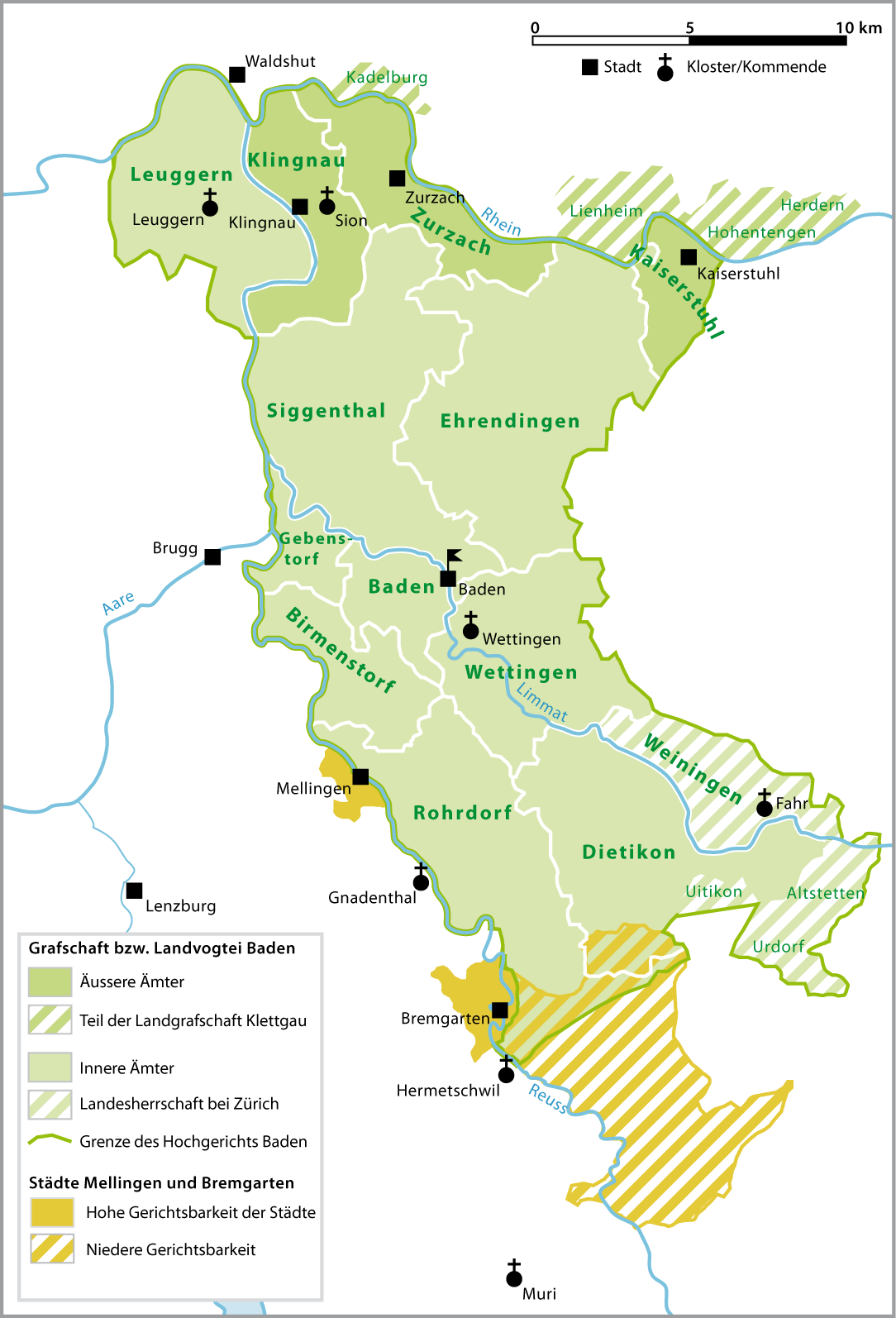
Kaart van het Graafschap Baden

Het graafschap Baden was van 1415 tot 1798 een gemeenschappelijk bewindsgebied (Duits: gemeine Herrschaft)  dat dus door meerdere gemeenten gemeenschappelijk werd bestuurd - uit het Oude Eedgenootschap waarmee het samen in 1648 uit het Heilig Roomse Rijk trad.
Het lag in het noordoosten van het huidige Zwitserse kanton Aargau.

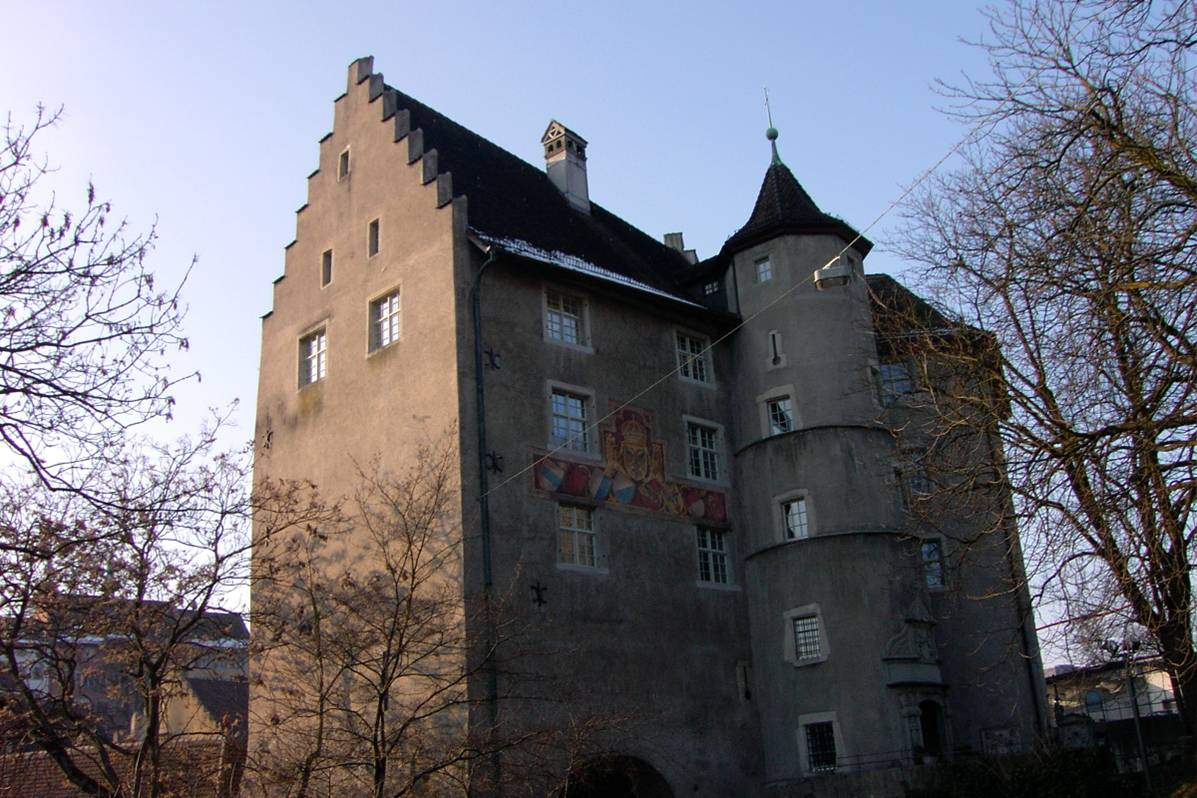
Landvoogdsslot in Baden